# Маврангели
Маврангели (на гръцки: Μαυραγγέλι, катаревуса Μαυραγγέλιον, Маврангелион) е бивше село в Република Гърция, дем Александрия, област Централна Македония.

## География
Селото е било разположено в областта Урумлък (Румлуки), на десния бряг на река Бистрица, на 3 km северозападно от Мелики.

## История
Александър Синве („Les Grecs de l’Empire Ottoman. Etude Statistique et Ethnographique“) в 1878 година пише, че в Маврангели (Mavrangheli), Китроска епархия, живеят 30 гърци.
През Балканската война в 1912 година в селото влизат гръцки части и след Междусъюзническата в 1913 година Маврангели остава в Гърция. Селото в 1918 година става част от община Мелики. В 1928 година селото е закрито.
| Година    | 1913 | 1920 | 1928 | 1940 | 1951 | 1961 | 1971 | 1981 | 1991 | 2001 | 2011 | 2021 |
| --------- | ---- | ---- | ---- | ---- | ---- | ---- | ---- | ---- | ---- | ---- | ---- | ---- |
| Население | 8    | 10   |      |      |      |      |      |      |      |      |      |      |